# Michel Ney
Pour les articles homonymes, voir Ney.
 (novembre 2024).
Michel Ney, duc d’Elchingen, prince de la Moskowa, maréchal d'Empire, né le 10 janvier 1769 à Sarrelouis en Lorraine, est un général français de la Révolution, élevé à la dignité de maréchal d'Empire en 1804 et fusillé le 7 décembre 1815, place de l’Observatoire à Paris.
Le maréchal Ney, qui figure dans la première promotion des maréchaux nommés par Napoléon Ier en 1804, est surnommé par l'Empereur le « Brave des braves ».

## Biographie

### Origines et jeunesse sous l'Ancien Régime

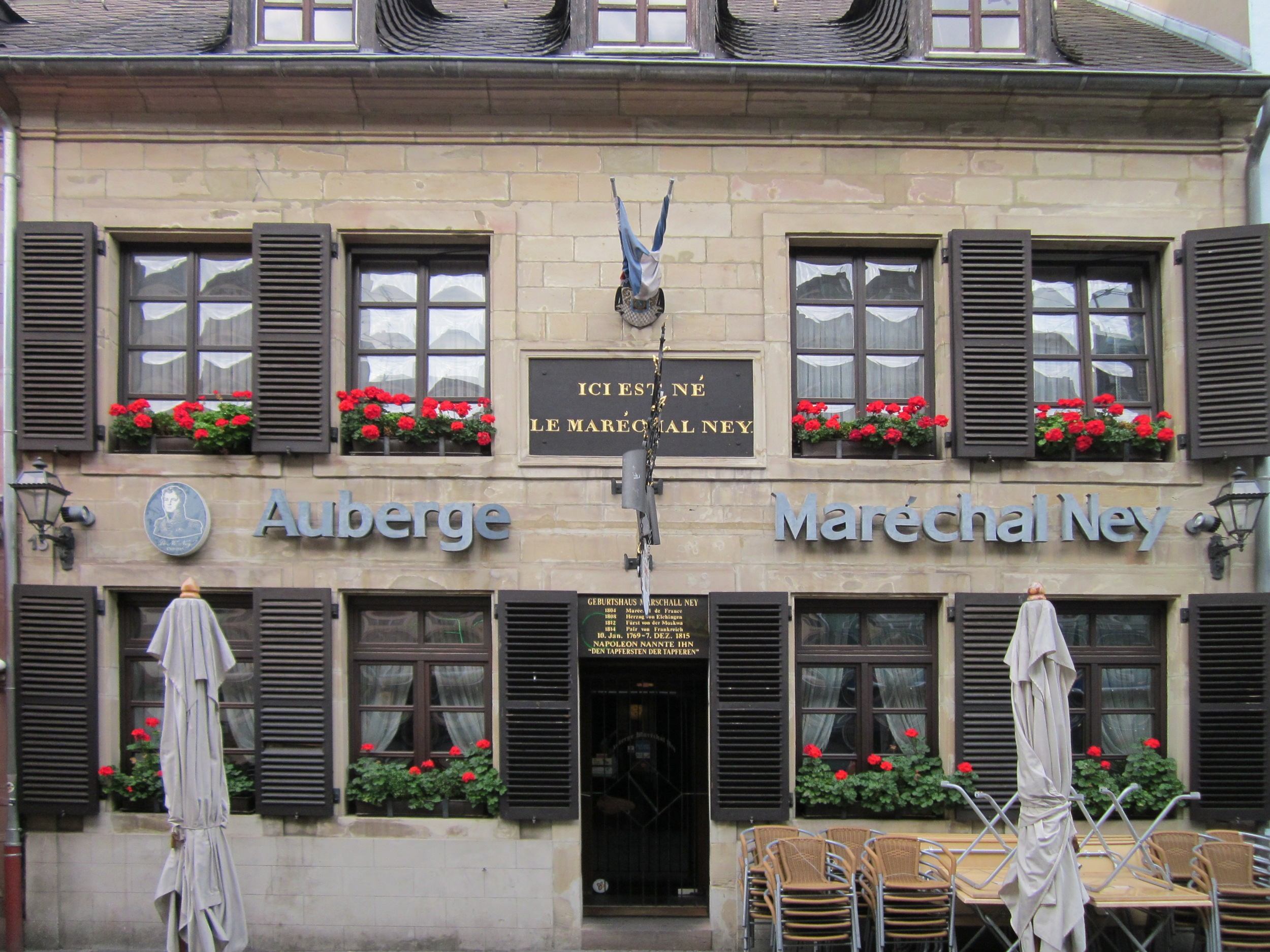
Maison natale du Maréchal Ney à Sarrelouis.

D'origine modeste, Michel Ney est le deuxième fils de Pierre Ney (1738-1826), artisan tonnelier qui a combattu dans l'armée du roi pendant la guerre de Sept Ans, et de sa femme Margarethe Greiveldinger (1739-1791). Ses grands-parents paternels sont Matthias Ney (1700-1780) et Margarethe Becker (morte en 1767) ; alors que les parents de sa mère sont Valentin (ou Wendelin) Greiveldinger et Margaretha Ding. Il est, de plus, le petit-cousin de l'abbé Jean Ney (1731-1825), chanoine du chapitre de Ligny, cousin germain de son père,.
Il naît à Sarrelouis en Lorraine le 10 janvier 1769, au 13, Bierstraße (actuelle « Auberge Maréchal Ney » : plaque commémorative au-dessus de la porte). Sa ville natale est une enclave évêchoise où l'on parle français, dans une région alors germanophone. Aussi, le jeune Michel apprend-il les deux langues. Il reçoit une formation de base au collège des Augustins de Sarrelouis. Il débute comme clerc de notaire, avant de devenir contremaître des mines et des forges. Il abandonne un travail de bureau pour entrer au service du roi à l'âge de 18 ans comme hussard, dans le régiment Colonel-Général à Metz en 1787, contre l'avis de son père. Après avoir été militaire du rang, il est promu sous-officier à la Révolution française.

### Guerres de la Révolution

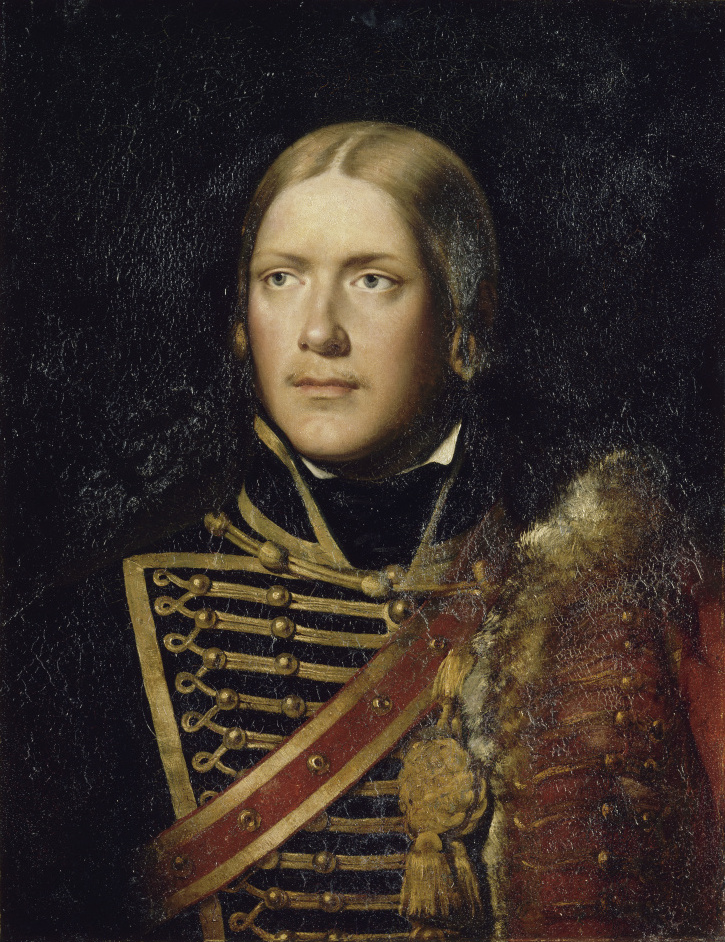
Michel Ney, sous-lieutenant au 4e de hussards en 1792,
Adolphe Brune (1834).

Le général Kléber le fait nommer lieutenant de l'armée du Rhin en 1792, capitaine en 1794, puis chef d'escadron, et adjudant-général chef de brigade le 15 octobre 1794. C'est un des premiers généraux à repérer ses talents. Ses hommes lui ont déjà donné un surnom : « l’Infatigable ». Comme il est roux, ses hommes l'appellent affectueusement le « rougeaud », le « rouquin » ou « crâne de tomate » ; il n'est pas facile, orgueilleux, susceptible mais n'a peur de rien.
Il est promu général de brigade sur le champ de bataille le 1er août 1796, après avoir pris Wurtzbourg avec cent hommes de cavalerie seulement, et avoir forcé le passage de la Rednitz et pris Forcheim, 70 pièces de canons et d’immenses approvisionnements. En 1797, il contribue à la tête de ses hussards aux victoires de Neuwied et de Dierdorf. En 1798, Ney réédite son exploit et s’empare de Mannheim par la ruse, avec seulement cent cinquante hommes. Il est promu général de division le 28 mars 1799.
Général de division en l’an IV, il signe avec les symboles maçonniques, car, comme beaucoup de militaires, il est franc-maçon. En septembre 1799, il commande provisoirement l'armée du Rhin. Ney fait faire, à la fin de septembre, entre Seltz et Mayence, quelques attaques qui réussirent complètement. Les Français s'emparent de Francfort, Hochstadt est enlevé de vive force, la Nidda est passée. Le coup d'État du 18 Brumaire n'a pas son soutien total. Le 5 août 1802, il épouse Aglaé Auguié, amie d'Hortense de Beauharnais depuis leur séjour à la pension de Mme Campan. Le mariage a lieu à Grignon avec Savary comme témoin.
Puis, Kléber part avec les troupes de la campagne d'Égypte, le futur maréchal Ney sert sous les ordres du non moins prestigieux général Moreau. Tous deux, ainsi que Richepance, mettent fin aux guerres de la Révolution, en remportant la bataille de Hohenlinden, le 3 décembre 1800.

### Premier Empire
Envoyé extraordinaire et ministre plénipotentiaire auprès de la République helvétique en 1802, il parvient à imposer le gouvernement unitaire voulu par le Premier consul et pacifier ce pays menacé de guerre civile, ce qui lui vaut l’estime de Talleyrand. Il y fera également la connaissance d’un historien curieux de stratégie, Jomini, qui va l’impressionner et aura sur lui une influence.
Nommé commandant de l’armée de Compiègne en 1803, il commande le 6e corps à Montreuil, au camp de Boulogne, ébauche de la future Grande Armée. Le 18 mai 1804, l'Empire est proclamé, et 18 maréchaux (dont 4 sont maréchaux honoraires) sont nommés ; Ney figure au 12e rang. Par la suite, il est nommé grand aigle le 2 février 1805.

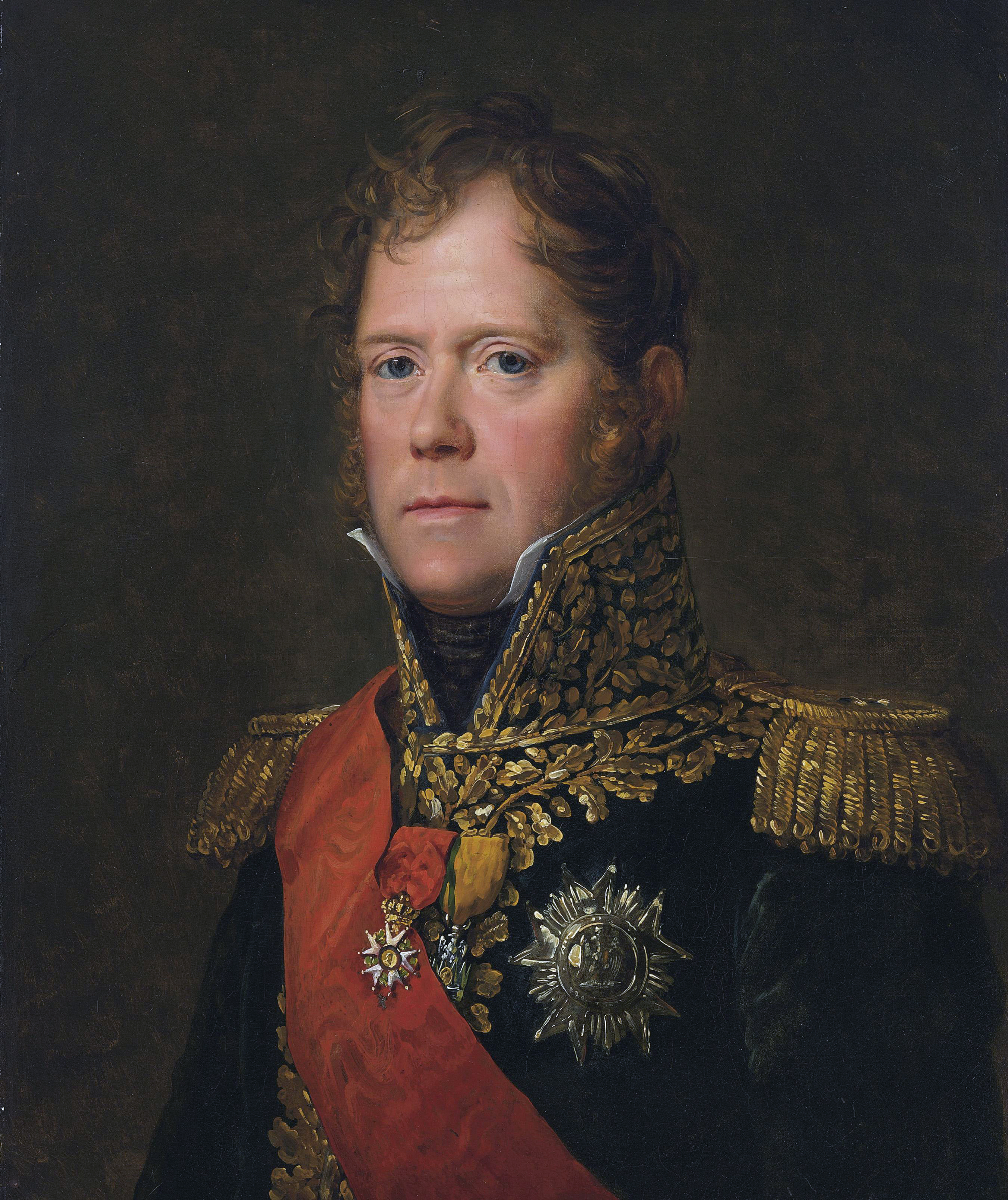
Michel Ney, huile sur toile de François Gérard, vers 1805.

Le 14 octobre 1805, il gagne la bataille d'Elchingen, décisive pour la reddition de la forteresse d’Ulm, le 21 octobre 1805, pour laquelle il reçoit le titre de duc d’Elchingen le 6 juin 1808.

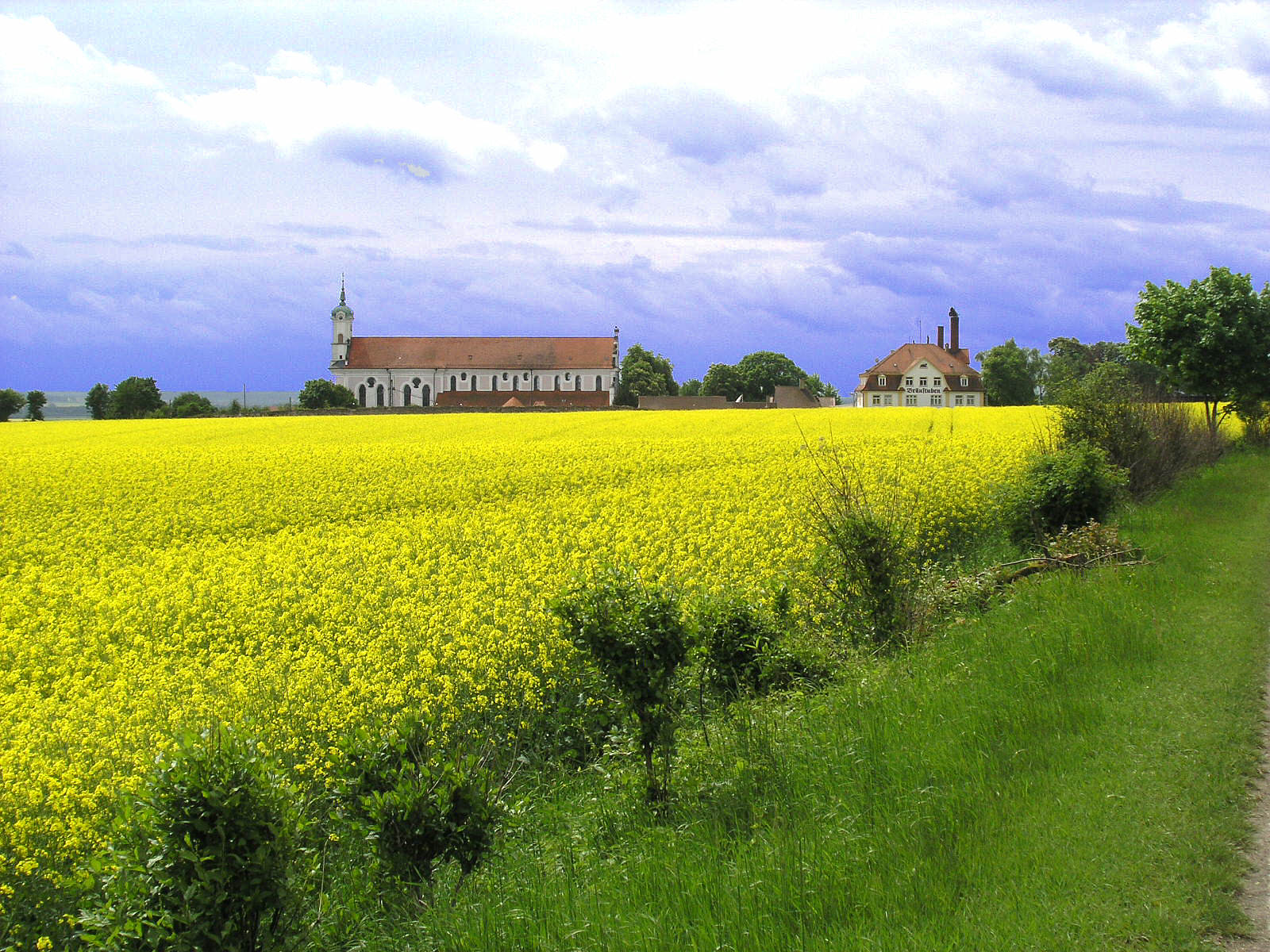
Le champ de bataille devant le monastère d’Elchingen.

La capitulation d’Ulm n'est que le prélude d’Austerlitz. Pendant que Napoléon Ier frappe ce grand coup, Ney, détaché vers le Tyrol avec la droite de la Grande Armée, termine la campagne en chassant du Tyrol l’archiduc Jean, en s’emparant d’Innsbruck et de la Carinthie.
Bientôt s’ouvre la campagne de Prusse. Présent à Iéna le 14 octobre 1806, Ney emmène ses divisions à l’assaut des lignes prussiennes. Mais, emporté par son élan, il se retrouve encerclé. Lannes le tire de ce mauvais pas. Le lendemain, il prend Erfurt et quelques jours plus tard entame le siège de Magdebourg, siège qui dure moins de 24 heures.
La bataille d'Eylau (8 février 1807), si elle n’est pas perdue grâce aux charges du maréchal Murat, est gagnée grâce à l’arrivée propice et inespérée du 6e corps commandé par le maréchal Ney. Avec seulement 14 000 soldats, il contraint les 70 000 soldats russes à se replier, à Guttstadt.
Le 6e corps était chargé de poursuivre le Prussien L’Estocq au nord. Mais le contact avec L’Estocq n’étant pas établi, Ney décide, en entendant les bruits de canon, de rejoindre le combat, parcourant 80 kilomètres en une seule journée[réf. nécessaire].

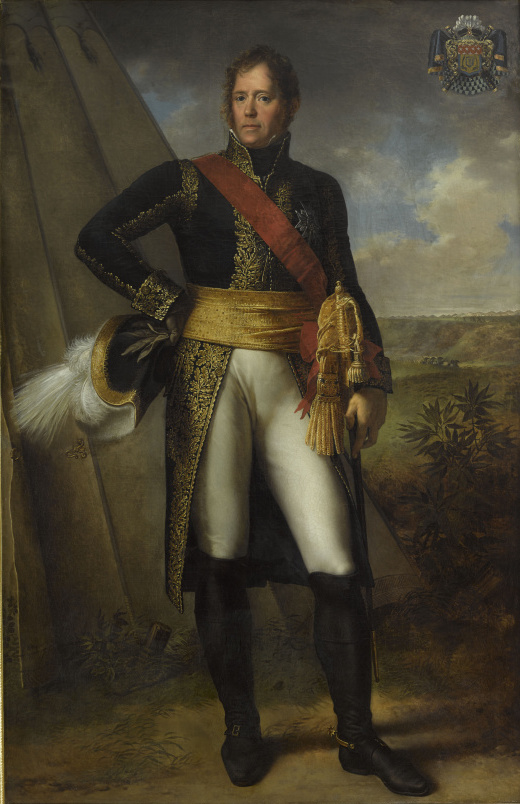
Michel Ney en tenue de maréchal d'Empire par Charles Meynier (huile sur toile, 1804, Château de Versailles).

La victoire de Friedland peut aussi être mise en partie à son crédit. En Espagne, il est moins heureux à cause de son caractère jaloux, de ses disputes avec Jomini, son chef d’état-major, et surtout à cause de la haine qu'il entretient à l'égard du maréchal Soult. Il commande les troupes françaises qui occupent la Galice.
En mai 1810, il reçoit le commandement de l’un des corps d’armée qui composent l’armée du Portugal sous les ordres du maréchal Masséna. Il participe à la bataille de Bussaco qui est une défaite.
Ses rapports avec Masséna sont tout aussi mauvais que ceux entretenus avec Soult. En effet, oublieux d'une certaine forme d'honneur dans ses responsabilités, les torts qu'il cause à Masséna en 1810-1811 Ney les a déjà causés à Soult en 1809. Fait unique pour un maréchal, il est démis de son commandement le 22 mars 1811, et rejoint Paris où Napoléon l’affecte à la formation des troupes françaises stationnées au camp de Boulogne.
Selon Jacques Jourquin, « Le portrait de Ney est donc tout en contraste : intrépide mais plein de doute, irrésolu mais plein d’ardeur, aimé des soldats mais pas de ses pairs, fonceur mais discutailleur, précis dans l’action mais incohérent dans la réflexion, bon exécutant mais indiscipliné, brave homme mais jaloux de son autorité, fidèle, passionné mais dans l’instant ».

### De la Russie à Fontainebleau

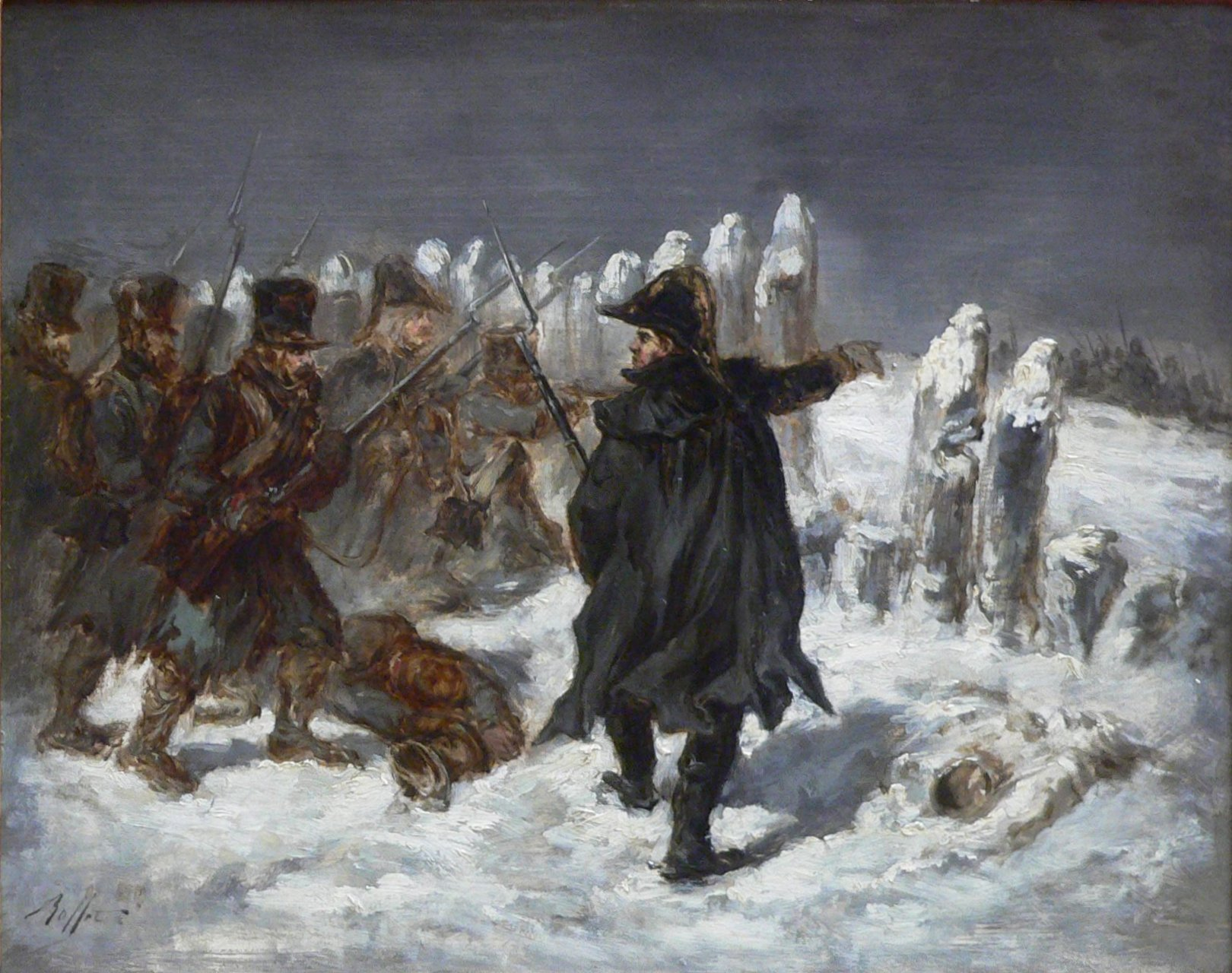
Le maréchal Ney à la redoute de Kovno, par Auguste Raffet.

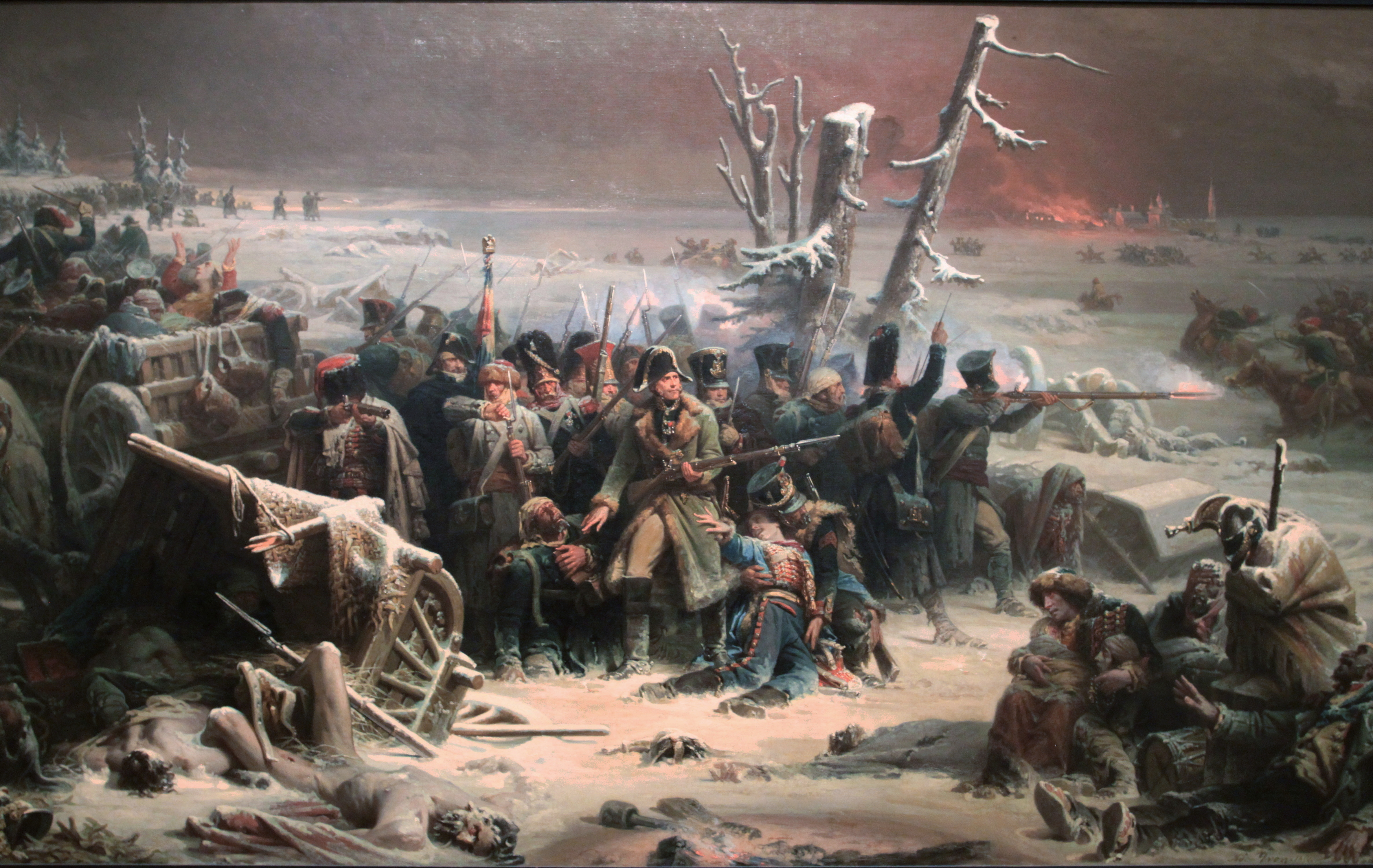
Le maréchal Ney soutenant l'arrière-garde pendant la retraite de Russie, par Adolphe Yvon (1856).

Mais l’image d'Épinal représente à tout jamais le maréchal Ney lors de son héroïque campagne de Russie en 1812. Il y dirige le 3e corps d’armée. Pendant la phase offensive de la campagne, il occupe le centre du front de l’armée, et participe à des combats sanglants et frontaux tels que Smolensk ou Moskowa le 6 septembre 1812, où il reçoit une balle dans le cou. Ce dernier combat lui vaut le titre de prince de la Moskowa le 25 mars 1813.
Pendant la retraite, il se dévoue à l’arrière-garde de l’armée, et, durant quarante jours, il protège les débris de l’armée, permettant ainsi aux civils et aux blessés de disposer de plus de temps pour suivre la retraite.
Laissé à l’extrême arrière-garde après la bataille de Krasnoï, surnommée par les Russes la « bataille des héros », où il n’a plus que 6 000 hommes, il est attaqué par des Cosaques, en force supérieure qui lui ferment la marche ; il se retire devant eux, parvient à passer le Dniepr malgré le harcèlement, et rejoint Napoléon, après trois jours et d’audacieuses manœuvres.
Lors de la bataille de la Bérézina, il remporte une victoire importante. En faisant charger des cuirassiers sur des tireurs embusqués dans une forêt, il réussit l’exploit de faire 5 000 prisonniers avec seulement 7 000 hommes. Il sauve les débris de l’armée, et sort de Russie après des marches forcées et en affrontant encore de nombreux dangers.
Il participe aux batailles de Lutzen et de Bautzen. Durant cette dernière, son indécision empêche l'empereur de remporter une victoire décisive.
Ensuite il prend part à la campagne de Saxe avec Napoléon qui lui confie le commandement d’une armée précédemment commandée par Oudinot, avec pour mission de prendre Berlin. Le 6 septembre 1813, il expose le flanc de son armée aux forces prussiennes commandées par le lieutenant-général von Bülow, ce qui cause la défaite de Dennewitz. Le général Marbot écrit dans ses Mémoires : « Tout homme sensé chercherait en vain la raison des mouvements qu’il — le maréchal Ney — ordonne à Dennewitz ». Ney bat ensuite en retraite sur Torgau, où il s'efforce de réorganiser ses forces. Profondément marqué, il écrit à l'Empereur pour lui demander d'être libéré de ses fonctions. Il écrit : « J'aime mieux être grenadier que général dans de telles conditions. Je suis prêt à verser tout mon sang, mais je désire que ce soit utilement », mais Napoléon refuse.
Il combat ensuite à la bataille de Leipzig du 16 au 19 octobre 1813, au cours de laquelle il commande les forces du front nord sans parvenir à prendre l’avantage sur le corps de Langeron.
Il participe enfin à la campagne de France sous Napoléon, avec notamment la bataille de Montmirail.

### Restauration
À Fontainebleau, il presse l'Empereur d'abdiquer et se rallie aux Bourbons, ce qui lui vaut d'être nommé pair de France par Louis XVIII,,. Il est le premier des maréchaux à abandonner Napoléon après la capitulation de Paris.
La Restauration est une période contrastée pour le maréchal Ney, comme pour tous les autres « parvenus » de la Révolution française. Louis XVIII le comble d'honneurs, le fait Commandant en chef de la cavalerie de France, gouverneur de la 6e division militaire, mais les milieux aristocrates et les anciens émigrés raillent cette nouvelle noblesse fabriquée par l'« usurpateur ».

### Les Cent-Jours

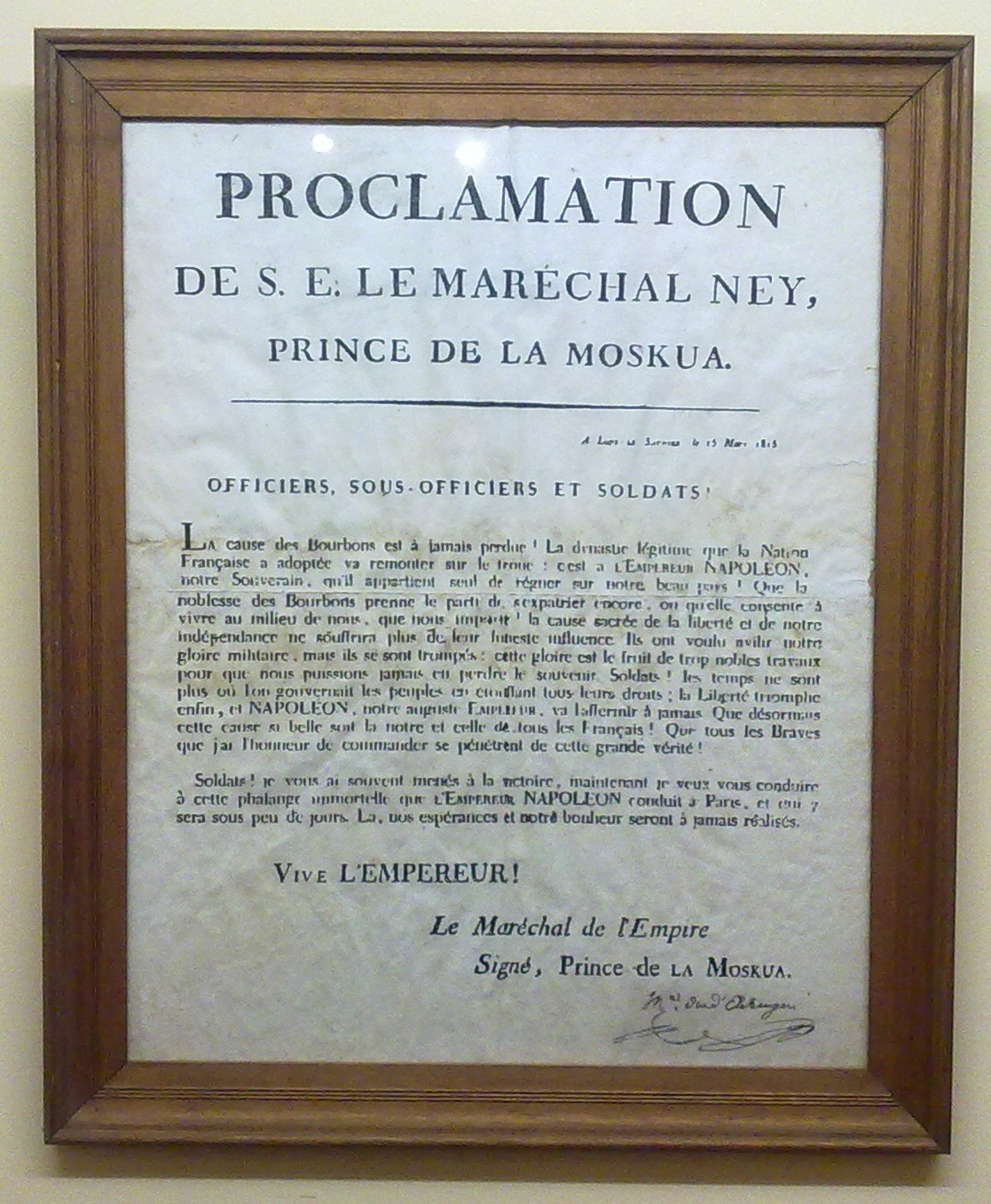
Proclamation publique rédigée par Ney, datée du 15 mars 1815, appelant les soldats à abandonner le Roi et à rejoindre Napoléon.

Lors du débarquement de Napoléon à Golfe-Juan, le 1er mars 1815, il propose au roi Louis XVIII de ramener Napoléon « dans une cage de fer » mais, au contraire, se rallie à l’Empereur. Contrairement à de nombreuses idées reçues, il n’y a pas eu d’affrontement entre les troupes du maréchal Ney et de Napoléon.
Sa décision prise, le maréchal Ney fait afficher sa proclamation de Lons-le-Saunier, le 15 mars :

« Soldats ! La cause des Bourbons est à jamais perdue. La dynastie légitime, que la nation française a adoptée, va remonter sur le trône. C’est à l’empereur Napoléon, notre souverain, qu’il appartient de régner sur notre beau pays… »

La rencontre d’Auxerre entre le maréchal Ney et Napoléon est en fait une rencontre à huis clos. Les témoignages divergent. Il semble que les deux hommes aient fortement haussé le ton. Certains prétendent que Napoléon aurait fortement tancé son maréchal pour sa « défection » de 1814.
Le maréchal Ney soutiendra pendant son procès avoir exigé de Napoléon « qu’il ne joue plus au tyran ». En tout cas, les deux personnages emblématiques semblent fâchés et ne se revoient plus jusqu'au 12 juin 1815, lorsque Napoléon rappelle le maréchal Ney pour commander les 1er et 2e corps d'armée de la campagne de Belgique qui commence.

### Waterloo et la campagne de Belgique
Le maréchal Ney, appelé de dernière minute, n'arrive aux Quatre-Bras que le 15 juin 1815, seul, sans état-major, et transporté dans une charrette de paysan. Dès le lendemain commence la bataille des Quatre-Bras où un faible détachement de Britanniques et Hollandais résiste malgré un manque de munitions. Pour Mullié, le maréchal Ney prétendra n'avoir pas reçu d'ordre précis d'attaque, et Napoléon dit avoir envoyé un courrier précis exigeant cette attaque. Rétrospectivement on peut dire que cet ordre est une erreur de Napoléon. Le maréchal Soult, chef d'état-major durant cette campagne et ennemi personnel du maréchal Ney, avoue sur son lit de mort au fils de Ney n'avoir jamais eu connaissance de cet ordre. Or, tous les ordres passaient normalement entre ses mains.

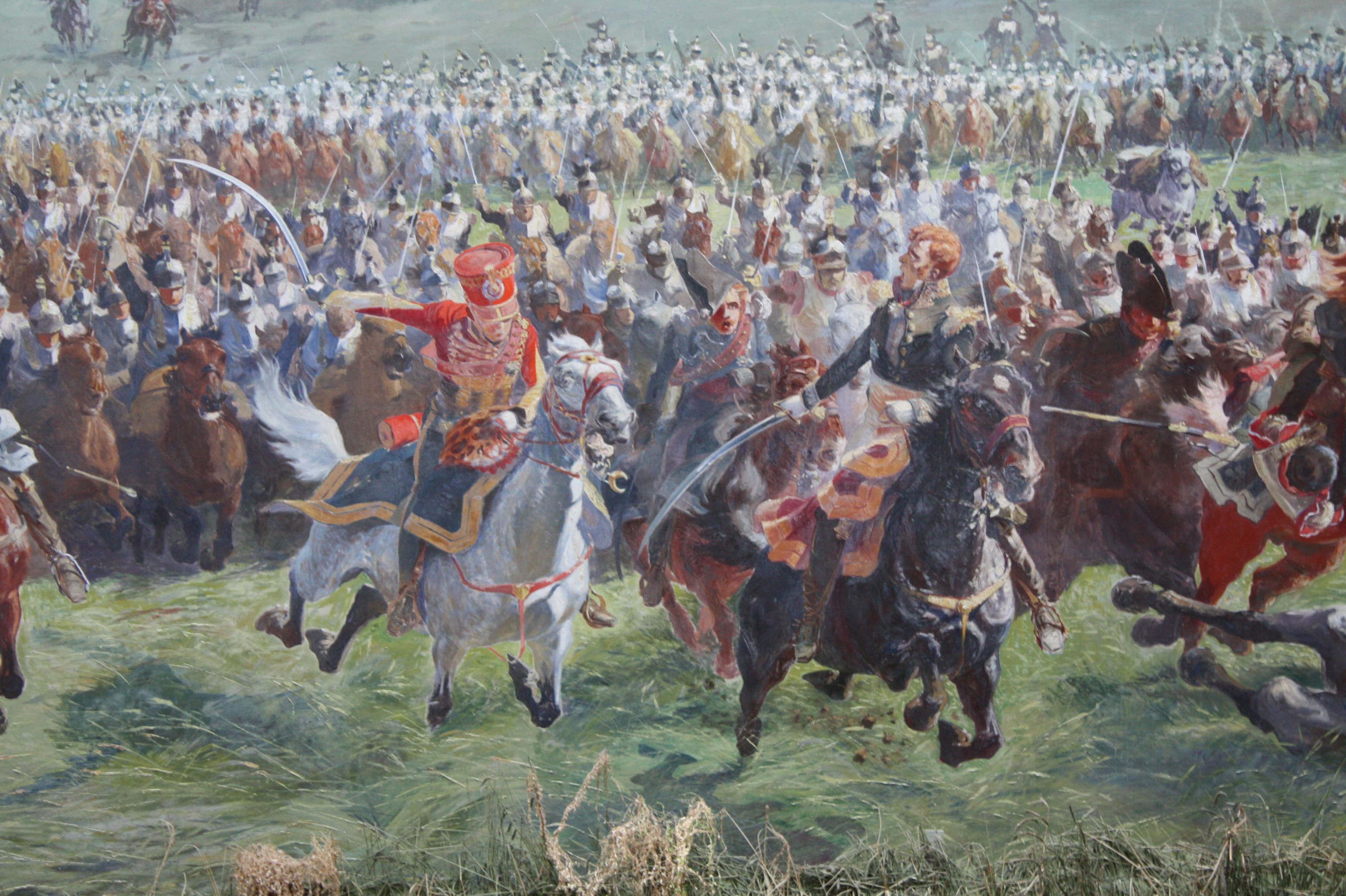
La charge de cavalerie menée par le maréchal Ney à Waterloo.

S'ensuit la bataille de Waterloo. Napoléon, très malade ce jour-là, est surpris plusieurs fois vomissant et somnolant loin du champ de bataille. Le maréchal Ney quant à lui fait preuve, comme à son habitude, d'une activité débordante. On dit qu'il avait les vêtements lacérés, le visage souillé de boue et de sang, et le chapeau perdu. Pour Mullié, tout se résume à un moment bien précis. Vers 15 h 30, la 1re ligne britannique amorce un recul stratégique derrière le chemin d'Ohain au fort dénivelé. Le maréchal Ney croit alors à une retraite britannique, et lance toute sa cavalerie à la charge. Et ce avec d'autant plus d'empressement que l'on sait déjà que les Prussiens s'approchent.
La charge est énorme. Une des plus grosses charges de cavalerie de l'histoire. Napoléon déplore cette charge, mais la soutient néanmoins avec la cavalerie sous ses ordres. La cavalerie est trop nombreuse, d'autant plus que des bataillons suivent spontanément ce mouvement d'ampleur. Mais malgré cela, la charge réussit. Wellington donne des ordres pour préparer un embarquement. La ferme de la Haie Sainte passe aux Français.
Le maréchal Ney fait demander un renfort d'infanterie à Napoléon qui refuse, alors qu’il dispose du VIe corps de Georges Mouton comte de Lobau.
En quelques instants la bataille bascule, les carrés britanniques se reforment et, peu après, la cavalerie prussienne arrive au contact. Le maréchal Ney repart à l'attaque, à pied, à la tête de l'infanterie restante, à la tête de la division Durutte, en s'écriant : « Venez voir comment meurt un maréchal de France ! » Mais sans réussite. Son entêtement échoue, entraînant davantage de pertes françaises.
Il a eu, ce jour-là, cinq chevaux tués sous lui. Tous les témoins diront qu'il cherchait la mort, mais que la mort ne voulut pas de lui.
Après la défaite vient le temps des règlements de comptes. Napoléon, dès son retour à l'Élysée, accable ses maréchaux, notamment le maréchal Ney et le maréchal de Grouchy. Le maréchal Davout prend la défense du maréchal Ney en prononçant : « Sire, il s'est mis la corde au cou pour vous servir ! »

### Arrestation

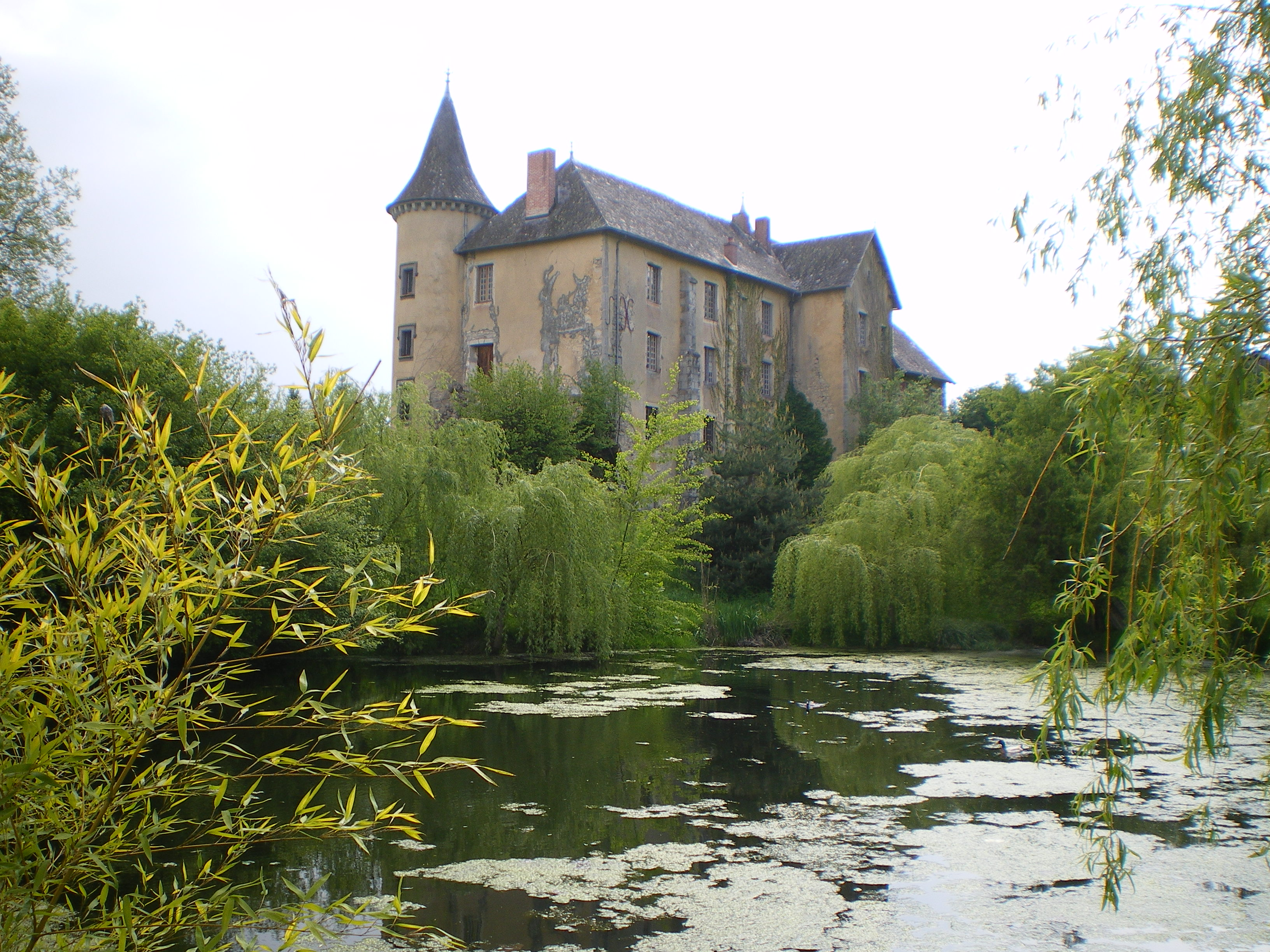
Le château de Bessonies.

À la Seconde Restauration, le maréchal Ney est détesté de tous les partis, sauf des républicains qui sont alors trop minoritaires.
Louis XVIII demande à Fouché, ministre de la Police, de lui donner la liste des officiers accusés de trahison pour avoir rejoint Napoléon durant les Cent-Jours, avant le 20 mars 1815, date à laquelle le roi a quitté la capitale. L'ordonnance du 24 juillet 1815, qui établit dans son premier article la liste des personnes devant être arrêtées et jugées, comporte, comme premier nom, celui de Ney.
Selon d’autres sources[Lesquelles ?], Fouché donne à Ney deux passeports pour fuir en Suisse ou aux États-Unis. Mais le maréchal Ney reste en France, chez une cousine de sa femme. Il est alors arrêté au château de Bessonies, dans le Lot.
Au moment de son arrestation, des lettres de Joseph-Xavier de Pontalba, un cousin par alliance dont le fils Célestin avait été aide de camp du maréchal, sont retrouvées sur lui. Datées de juillet 1815, elles comportaient des indications pour que Ney puisse venir s'installer chez des amis en Louisiane en passant par Bordeaux ou la Suisse.
Le maréchal arrive à Paris sous escorte le 19 août. Il est aussitôt incarcéré à la Conciergerie. Il est ensuite transféré à la prison du Luxembourg. En chemin, le général Exelmans lui propose de le délivrer et de l'escorter où il le souhaite, mais il refuse.

### Procès et exécution

#### Le conseil de guerre
Le conseil de guerre qui doit juger le maréchal Ney comprend d'autres maréchaux de France, et la présidence en revient de droit à leur doyen, le maréchal Moncey, duc de Conegliano. Celui-ci se récuse dans une lettre adressée au roi, refusant de siéger au procès. Mécontent, le roi destitue Moncey le 29 août par ordonnance royale. Il lui inflige également trois mois d'arrêt à la forteresse de Ham. Le maréchal Jourdan, également membre du conseil de guerre, est alors désigné pour le présider. Ney est défendu par Berryer père et André Dupin.
Le maréchal Ney ne souhaite pas être jugé par ses anciens camarades, dont il craint la rancune à la suite d'incidents passés. Ney, élevé à la pairie par Louis XVIII, peut donc exiger d'être jugé par la Chambre des pairs, pourtant majoritairement composée de royalistes convaincus. Ainsi, devant le parterre de maréchaux et de généraux qui composent le conseil de guerre, l'accusé répond à l'interrogatoire d'identité et déclare récuser la compétence du tribunal. Pair de France au moment où se sont déroulés les faits dont il est accusé, il demande, en se fondant sur les articles 33 et 34 de la Charte, son renvoi devant la Chambre des pairs. Le conseil se retire et par 5 voix (dont celle de Jourdan) contre 2 se prononce pour l'incompétence le 10 novembre, et le lendemain, le roi décrète que l'affaire sera portée devant la Chambre des pairs.

#### La Chambre des pairs
La Chambre des pairs juge donc le maréchal Ney. Plusieurs éminents personnages se font dispenser, dont Talleyrand, qui dit ne pas vouloir participer à un tel crime. Le débat est à sens unique, la Chambre des pairs étant à forte majorité monarchiste. La chambre arrête tout d'abord que l'on poserait quatre questions : trois sur les faits, et une sur la peine. Le marquis d'Aligre souhaite que le vote se fasse en même temps sur le délit et la peine, mais la Chambre ne le suit pas. Par contre Christian de Nicolaÿ propose que le vote pour la peine se déroule en deux temps, et ne soit considéré comme définitif qu'après un second appel nominal, durant lequel les votants pour la peine la plus lourde auraient la possibilité de voter une peine moins sévère. La Chambre accepte cette condition.
La défense aborde peu la discussion des faits, et fait porter son effort sur un moyen de droit. Le maréchal Davout avait signé avec les Alliés le 3 juillet une convention à Paris, dont l'article 12 spécifiait qu'aucune poursuite ne pourrait être exercée contre les officiers et soldats pour leur conduite pendant les Cent-Jours. Condamner le maréchal Ney revenait à violer cette convention, ce que confirme en personne Davout. La Chambre des pairs décide pourtant d'interdire à la défense de développer ce moyen, car « il aurait dû être plaidé avant tout débat sur le fond ». D'autre part, les avocats de Ney remettent en cause la légalité de la procédure, au motif que la Chambre des pairs n'est pas légalement une juridiction pénale. Après que ce vide a été comblé, les débats reprennent le 4 décembre.
Un ultime rebondissement survient le 6 décembre. La ville de naissance de Ney, Sarrelouis, vient de devenir prussienne depuis le traité de Paris du 20 novembre. Dupin déclare donc que Ney ne peut être jugé, car il est maintenant Prussien. Néanmoins, le maréchal Ney se lève, interrompt son avocat, et s'écrie : « Je suis Français et je resterai Français ! »
Le procureur Bellart, lui, parle de préméditation, centrant son discours sur la nuit du 13 au 14 mars 1815 : le 13, Ney ordonne au général Mermet de se rendre à Besançon pour prendre au nom du roi le commandement de l'armée qui s'y trouve, et de contrer l'armée impériale. Le 14, Ney lui donne un ordre similaire, sauf qu'il doit prendre le commandement au nom de l'empereur et rallier l'armée qui s'avance. Mermet refuse et est remplacé.
Trois questions de fait sont donc d'abord posées aux 161 membres de la chambre :
1. « Le maréchal Ney a-t-il reçu des émissaires dans la nuit du 13 au 14 mars ? » : l’appel nominal donne les résultats suivants : 111 voix pour, 47 contre, les autres s'abstenant[14]. Le comte Lanjuinais, le comte de Nicolay et le marquis d'Aligre, seuls à s'abstenir, protestent qu'ils ne peuvent juger en conscience, attendu qu'on avait refusé à l'accusé le droit de se faire entendre sur la convention de Paris[16] ;
2. « Le maréchal Ney a-t-il lu, le 14 mars, une proclamation invitant les troupes à la défection ? » : trois pairs, ceux qui venaient de protester, votent contre, et 158 votent pour ;
3. « Le maréchal Ney a-t-il commis un attentat contre la sûreté de l'État ? » : le vote donne 157 voix pour, 3 voix pour avec atténuation et 1 voix contre. Lanjuinais a répondu « oui » mais en ajoutant « couvert par la capitulation de Paris » ; d'Aligre et de Richebourg « oui » mais en faisant appel à la générosité de la Chambre. Le vote négatif est celui du duc de Broglie, le plus jeune des pairs de France qui déclare : « Je ne vois dans les faits justement reprochés au maréchal Ney ni préméditation ni dessein de trahir. Il est parti très sincèrement résolu de rester fidèle. Il a persisté jusqu'au dernier moment. »

Deux jours plus tard, les pairs de France rendent leur verdict, et déclarent donc Ney coupable d'avoir attenté à la sûreté de l'État, à la quasi-unanimité. La dernière question porte alors sur la peine à appliquer. Lanjuinais, soutenu par le marquis de Maleville, le comte Lemercier, Lenoir-Laroche et par le comte Cholet, tente de faire adopter la peine de déportation que dix-sept pairs votèrent (parmi eux, le duc de Broglie). Cinq pairs, le comte de Nicolay, le marquis d'Aligre, le comte de Brigode, le vicomte de Sainte-Suzanne et le duc de Choiseul-Stainville, tout en s'abstenant, proposent de recommander le maréchal à la clémence du roi.
Finalement, 139 voix, réduites à 128, à cause d'avis semblables entre parents, réclament la peine de mort. Parmi ceux qui ont voté la mort, 5 maréchaux d'Empire : Sérurier, Kellermann, Pérignon, Victor et Marmont, ainsi que le vice-amiral Ganteaume ; le vicomte de Chateaubriand, le comte Ferrand surnommé « le Marat blanc » et le comte Lynch, nommé par Napoléon maire de Bordeaux, comte de l'Empire et chevalier de la Légion d'honneur, qui va jusqu'à réclamer la guillotine, votent également la mort,. Par contre le maréchal Davout est venu témoigner en sa faveur, et le maréchal Gouvion-Saint-Cyr a voté la déportation.
En outre, non content d'avoir obtenu la condamnation du maréchal, Bellart requiert qu'il soit rayé des cadres de la Légion d'honneur.
La sentence est rendue à onze heures et demie du soir. Les pairs appliquent la règle du conseil de guerre et la lisent en l'absence de l'accusé.
Les défenseurs, ayant compris que tout espoir est perdu, n'assistent pas à la lecture de l'arrêt et se rendent dans la cellule qu'occupe depuis deux jours le maréchal, au palais du Luxembourg. Après leur départ, il se met à rédiger ses dernières dispositions et dort tout habillé.

#### Exécution

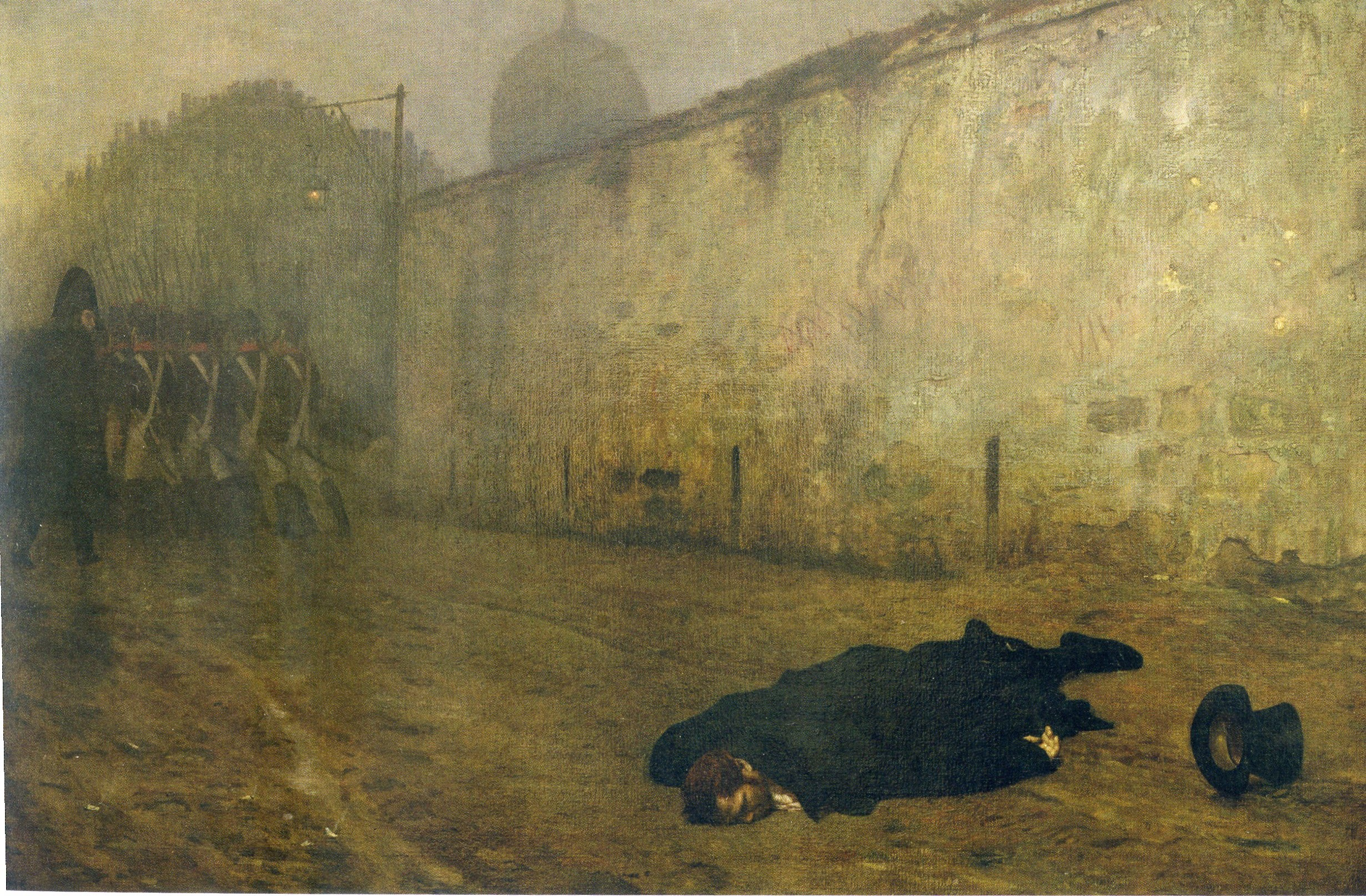
L'Exécution du maréchal Ney, Jean-Léon Gérôme (1868).

À 3 heures du matin, le secrétaire-archiviste de la Chambre des pairs, Cauchy, le réveille pour lui communiquer la sentence. Le général de Rochechouart, qui commande la place de Paris, l'informe qu'il peut recevoir trois visites : sa femme, son notaire et son confesseur. La maréchale vient rendre visite à son mari dans la cellule avec leurs quatre enfants. Elle s'évanouit en apprenant la sentence. C'est en vain qu'elle implore sa grâce auprès de Louis XVIII et de Wellington. La maréchale va voir ensuite la duchesse d'Angoulême, qui refuse sèchement. Cette dernière dira plus tard, après avoir lu les témoignages du comte de Ségur, regretter son geste, si elle avait su qui était réellement le maréchal Ney, elle aurait demandé sa grâce.
On propose un confesseur à Ney qui réplique : « Je n'ai nul besoin de la prêtraille », mais accepte finalement, convaincu par un vieux soldat des guerres napoléoniennes, devenu croyant à cette occasion. Ney reçoit pendant une heure sa femme et ses enfants, puis s'entretient avec le curé de Saint-Sulpice.
À 8 h 30, une voiture vient chercher Ney. Il porte un simple costume bourgeois. Le cortège s'arrête avenue de l'Observatoire. Le maréchal refuse qu'on lui bande les yeux : « Ignorez-vous que depuis vingt-cinq ans, j'ai l'habitude de regarder en face les boulets et les balles ? ». Puis il s'adresse aux soldats : « Camarades, tirez sur moi et visez juste ! ». La phrase qu'on lui prête : « Soldats, visez droit au cœur ! » semble plus romanesque que véridique. Selon Rochechouart, les derniers mots du maréchal furent : « Français ! je proteste contre mon jugement, mon honneur – ». Il tombe face contre terre et, conformément à la coutume, la dépouille reste quinze minutes seule. Un cavalier anglais fait bondir son cheval par-dessus le cadavre. Un général russe d'origine hollandaise, qui a assisté à l'exécution, est chassé de l'armée russe par Alexandre Ier qui appréciait beaucoup le maréchal Ney.
Juste après l'exécution, Rochechouart dit à La Rochejaquelein : « Voilà, mon cher ami, une grande leçon pour apprendre à mourir ».

## Mariage et descendance

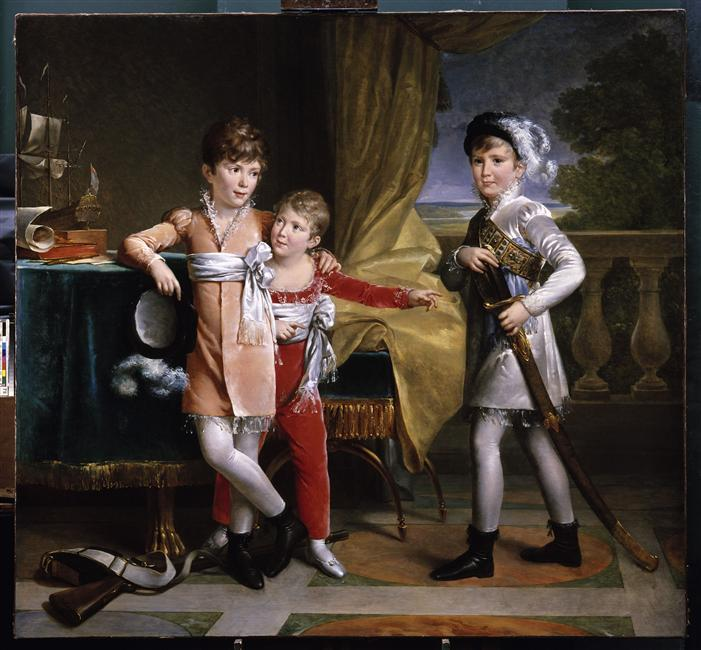
Les fils du maréchal Ney
Marie-Éléonore Godefroid (1810).

De son mariage avec Aglaé Auguié en juillet 1802, dame du palais de l’impératrice Joséphine de 1804 à 1810 puis de l’impératrice Marie-Louise de 1810 à 1814, naissent quatre fils :
1. Napoléon Joseph (1803-1857), 2e prince de la Moskowa, général et homme politique français ;
2. Michel Louis Félix, dit « Alloys » (1804-1854), 2e duc d'Elchingen, général et homme politique français ;
3. Eugène (1808-1845), comte Ney, diplomate ;
4. Edgar (1812-1882), 3e prince de la Moskowa, général et homme politique français.

## États de service
États de service indiqués sur le socle du monument au Maréchal Ney de François Rude :
Carrière
- 10 janvier 1769 : Naissance à Sarrelouis
- 6 décembre 1788 : Engagé volontaire au régiment de hussards Colonel Général devenu depuis le 5e puis 4e régiments de hussards[23]
- janvier 1791 : Brigadier fourrier
- 1er février 1792 : Maréchal des logis
- 1er avril 1792 : Maréchal des logis chef
- 14 juin 1792 : Adjudant sous-officier
- 29 octobre 1792 : Sous-lieutenant au 5e hussards[23]
- 5 novembre 1792 : Lieutenant au 5e hussards[23]
- 3 février 1793 : Aide de camp du général de division Lamarche
- 21 décembre 1793 : Aide de camp du général de division Colaud
- 26 avril 1794 : Capitaine au 4e hussards
- 9 septembre 1794 : Adjudant général chef de bataillon
- 15 octobre 1794 : Adjudant général chef de brigade à l'armée de Sambre et Meuse
- 1er août 1796 : Général de brigade
- 28 mars 1799 : Général de division
- 17 septembre 1799 : Général en chef de l'armée du Rhin
- 29 mars 1801 : Confirmé
- 17 octobre 1802 : Ministre plénipotentiaire et général de l'armée d'Helvétie
- 28 décembre 1803 : Commandant en chef le camp de Montreuil-sur-Mer
- 19 mai 1804 : Maréchal d'Empire
- 1er février 1805 : Grand cordon de la Légion d'honneur
- 28 août 1805 : Commandant en chef le 6e corps de la Grande Armée
- 19 mars 1808 : Duc d'Elchingen
- janvier 1812 : Commandant en chef le 3e corps de la Grande Armée
- 8 février 1813 : Prince de la Moskowa
- 6 janvier 1814 : Commandant la 1re division de voltigeurs de la Jeune Garde Impériale
- 15 juin 1815 : Commandant en chef les 1er et 2e corps d'armée

## L'affaire Peter Stewart Ney
Un Américain du nom de Peter Stewart Ney, mort le 15 novembre 1846 en Caroline du Nord dans le Sud des États-Unis, a prétendu être le maréchal Ney. On ne sait rien de ses origines exactes, sauf qu'il était âgé d’une cinquantaine d'années lorsqu'il s'est manifesté en 1819 dans le village de Cheraw en Caroline du Sud pour se proposer à un poste d’instituteur. Engagé, il y enseigne le français, l’allemand, le latin, le grec et les mathématiques. Il prétend avoir été militaire et ne cache pas ses sympathies pour Napoléon. Ses prénoms pourraient avoir été inspirés par ses parents : Pierre (Peter) étant le prénom de son père et Stewart pouvant être inspiré par les origines écossaises évoquées par sa mère. On relate qu’il s’évanouit en apprenant la mort de Napoléon le 5 mai 1821. Transporté chez lui, il tente de se suicider. Sous le coup de l’émotion, il se serait exclamé : « Oh… Napoléon est mort. C’est mon dernier espoir qui s’en va… » Pascal Cazottes fait état de nombreuses coïncidences et anecdotes qui confortent la similitude entre Peter et le maréchal : comportement militaire, excellent cavalier et escrimeur, blessure identique à l’épaule, etc. S’y ajoutent des expertises graphologiques dont plusieurs concluent à la similitude des écritures de Peter et du maréchal, en particulier leur tendance à remplacer les points sur les i par des accents graves.
Sur son lit de mort, Peter Stewart Ney se serait exclamé : « By all that is holy, I am Marshal Ney of France ! » (Par tout ce qui est saint, je suis le maréchal Ney de France !).
La tombe de Peter Stewart Ney, dans le cimetière de Third Creek Church, arbore sous un petit drapeau français, l’inscription suivante :
| Texte original | Traduction française |
| --- | --- |
| IN MEMORY OF PETER STEWART NEY A NATIVE OF FRANCE AND= SOLDIER OF THE FRENCH REVOLUTION UNDER NAPOLEON BONAPARTE WHO DEPARTED THIS LIFE NOVEMBER 15(th) 1846 AGED 77 YEARS | À la mémoire de Pierre Stuart Ney originaire de France et soldat de la Révolution française sous Napoléon Bonaparte qui a quitté cette vie le 15 novembre 1846 âgé de 77 ans. |

Dès 1895, James Augustus Weston (1838-1905) a rédigé un ouvrage intitulé (en) Historic Doubts as to the Execution of Marshal Ney (« Doutes historiques quant à l'exécution du maréchal Ney »), thème repris depuis par des chercheurs contemporains dont Michel Dansel. Selon eux, Ney aurait pu bénéficier de complicités maçonniques haut-placées pour que son exécution soit simulée et qu’il puisse s’exiler discrètement en Amérique, pays pour lequel Fouché lui avait établi un passeport après la défaite de Waterloo. Plusieurs témoignages semblent confirmer cette simulation et cette fuite. À l’appui de cette thèse se trouve le témoignage du fossoyeur du cimetière du Père-Lachaise nommé Dumesnil, qui aurait constaté en 1903, au moment du transfert de la dépouille du maréchal Ney dans son monument funéraire actuel, que le cercueil en sapin dans lequel il avait été enterré en 1815 était vide.
Si cette éventualité d'une seconde vie en Amérique, faisant suite à un simulacre d'exécution, peut paraître possible, elle n’est toutefois pas reconnue par la plupart des historiens car elle ne s'appuie sur aucune preuve irréfutable.
En 2025, l'émission de France 5, "L'histoire au scalpel" prouve par de nombreuses analyses ADN et études graphologiques que Peter Stewart Ney était un usurpateur. Il s'agissait peut-être d'un soldat anglais ayant vu le maréchal Ney lors de la bataille de Waterloo et ayant démarré à cette occasion une sorte d'admiration obsessionnelle pour le personnage.

## Considérations
Il est démontré que Ney était un excellent meneur d'hommes qui ne manquait pas de motiver ses troupes lors des charges. A Waterloo, il eut cette phrase devenue presque légendaire :
« Regardez comment meurt un maréchal de France ! Chargez ! »
Mais, en dehors de ses talents de cavalier, il montrait certaines faiblesses, dans la tactique comme dans la stratégie. Comme Murat, ses prises de décisions sont parfois irréfléchies.

## Hommages et réhabilitation
Plusieurs monuments célèbrent le maréchal Ney :
- À Metz, chef-lieu de la Moselle où il est né et a commencé sa carrière, à proximité de l'avenue qui porte son nom : le Monument au Maréchal Ney (1860) par Charles Pêtre sur l'esplanade ;
- À Nantes, dans le musée d'Arts se trouve une statue en pied, le représentant le jour de son exécution : le Le Maréchal Ney, le 7 décembre 1815 (1868) par Henri-Alfred Jacquemart ;
- Sa tombe à Paris au cimetière du Père-Lachaise, division 29, à l'angle du chemin des Acacias et du chemin Masséna, est ornée d'un portrait en médaillon par Michel-Victor Cruchet ;
- En 1831, le roi Louis-Philippe réintègre le maréchal Ney sur les listes de la Légion d'honneur. En 1848, le gouvernement provisoire de la Seconde République française décide d'élever un monument au maréchal Ney à l'emplacement même où il a été fusillé, « grand acte de réparation », car le procès ne sera pas révisé : « ne pouvant pas le réhabiliter dans la loi, nous l'avons réhabilité dans la gloire », selon Lamartine[29]. L'œuvre confiée au sculpteur François Rude est terminée en 1853[30], et inaugurée sous Napoléon III, mais l'empereur est absent. Ce monument peut se voir actuellement place Camille-Jullian, au croisement avec l'avenue de l'Observatoire, à Paris. Il a été légèrement déplacé lors de la construction de la ligne de Sceaux.

Une classe de deux navires de guerre britannique lancés durant la Première Guerre mondiale a été nommée classe Marshal Ney.

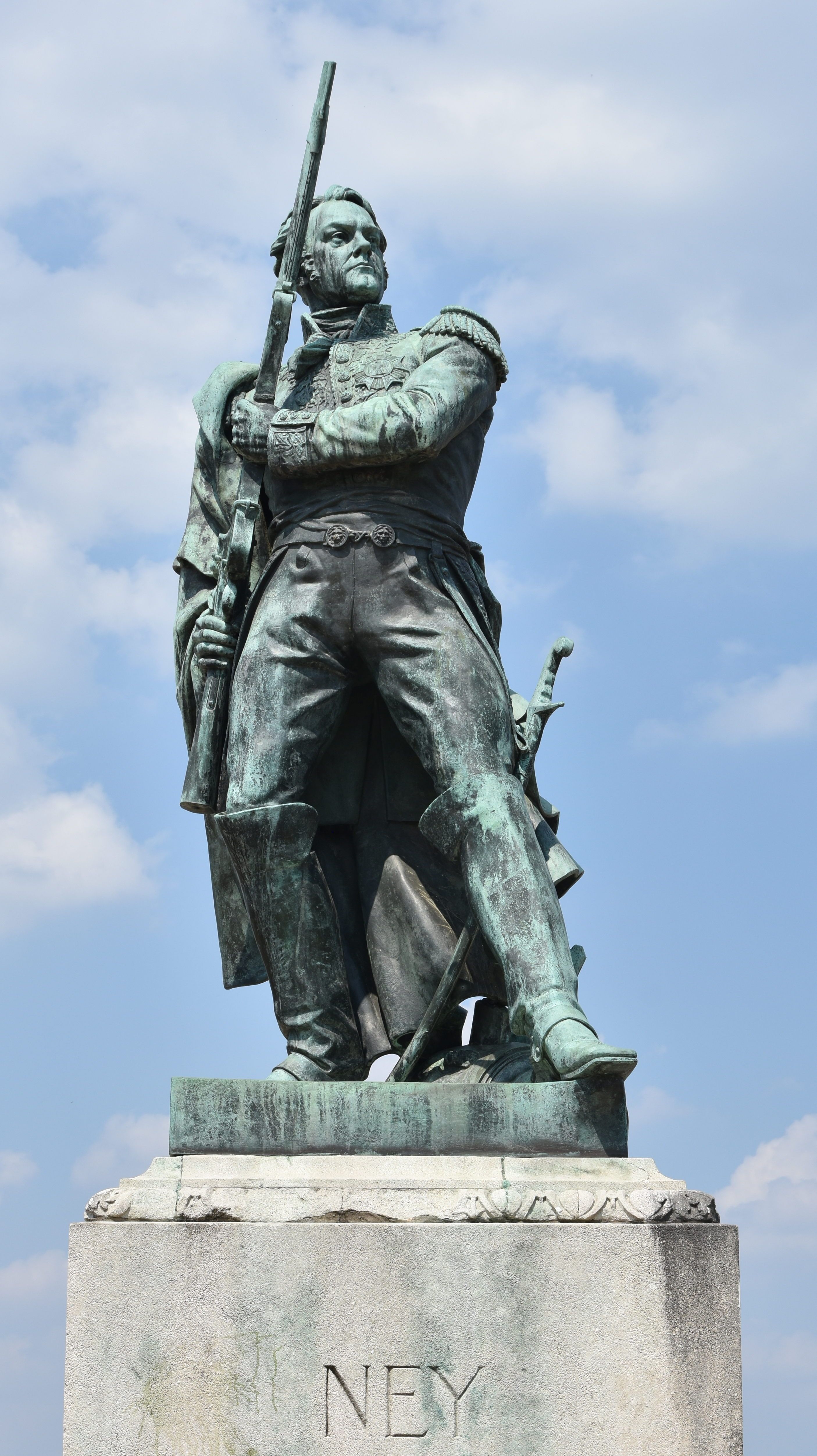
Charles Pêtre, Monument au Maréchal Ney (1860), esplanade de Metz.
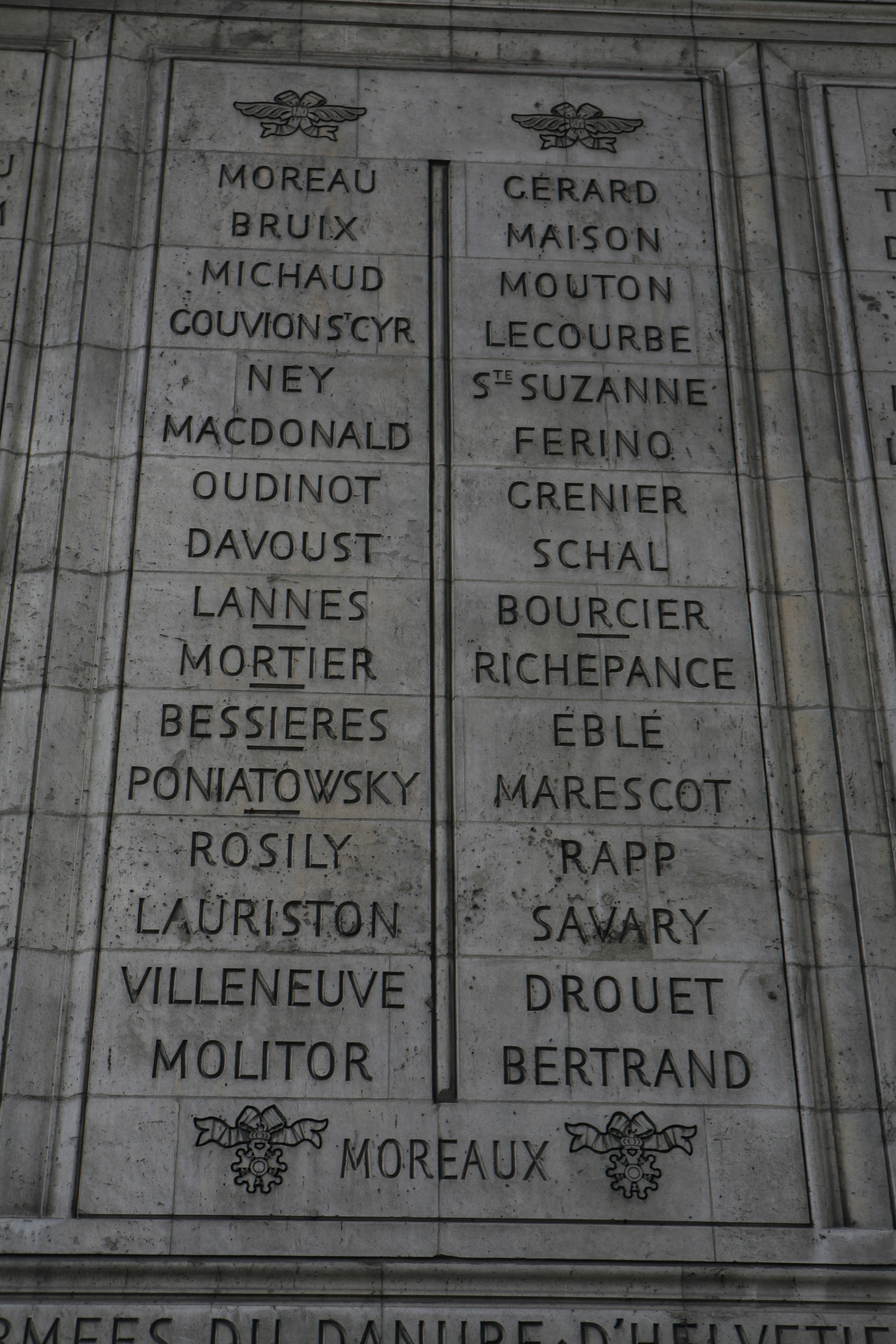
Noms gravés sous l'arc de triomphe de l'Étoile : pilier Est, 13e et 14e colonnes.
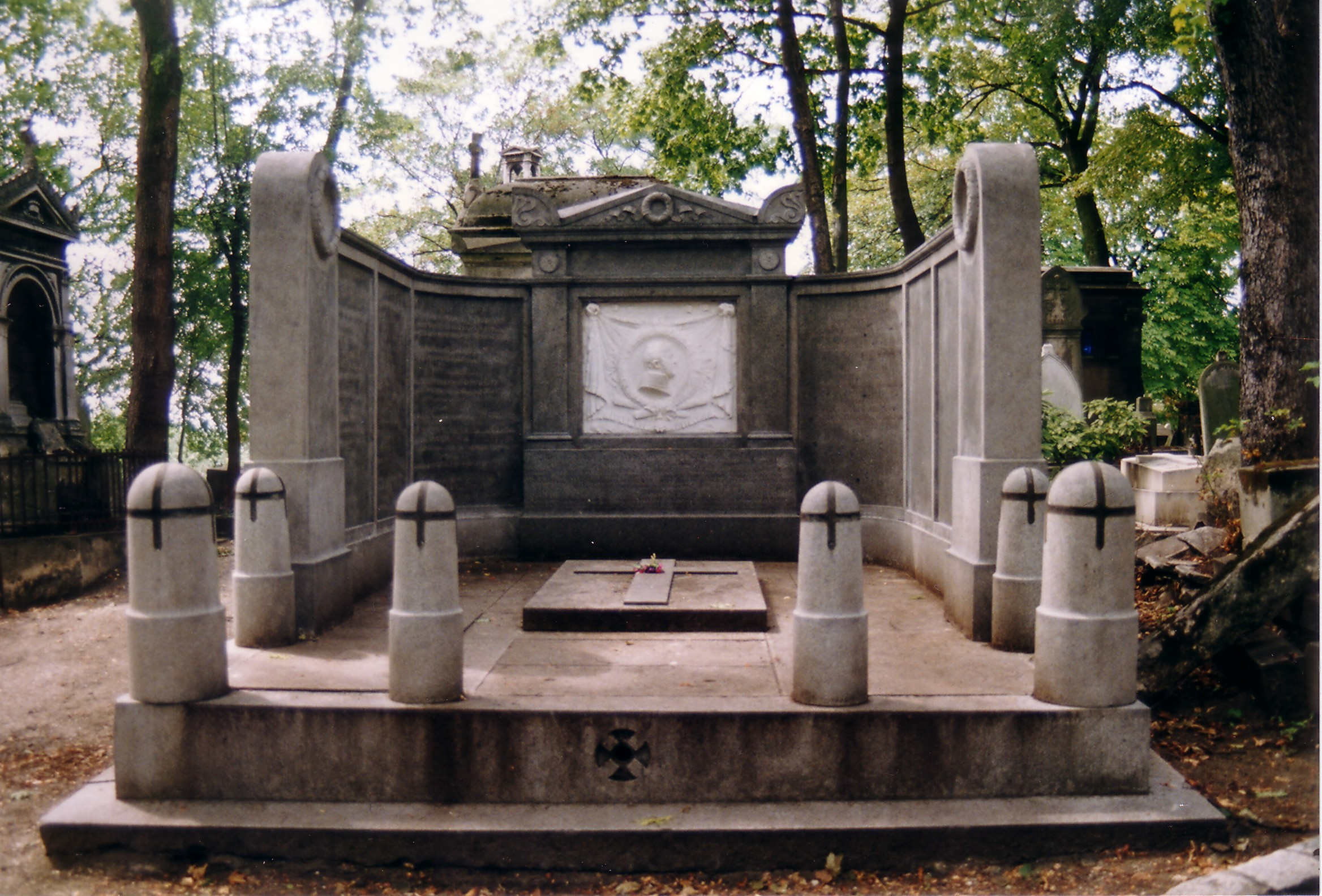
Michel-Victor Cruchet, portrait en médaillon ornant la tombe du maréchal Ney à Paris au cimetière du Père-Lachaise, édifiée en 1903.
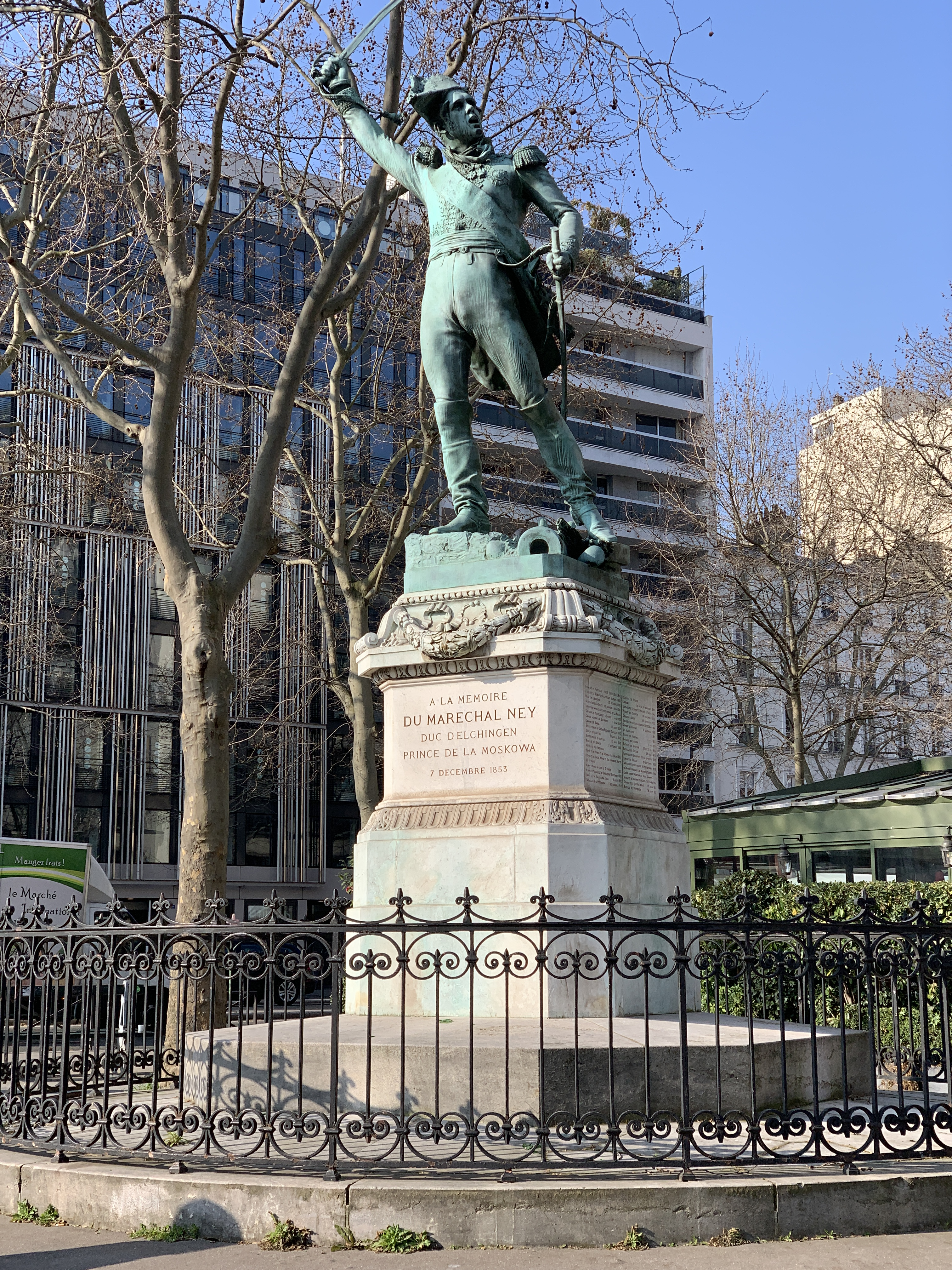
François Rude, Monument au Maréchal Ney (1853), Paris, avenue de l'Observatoire.
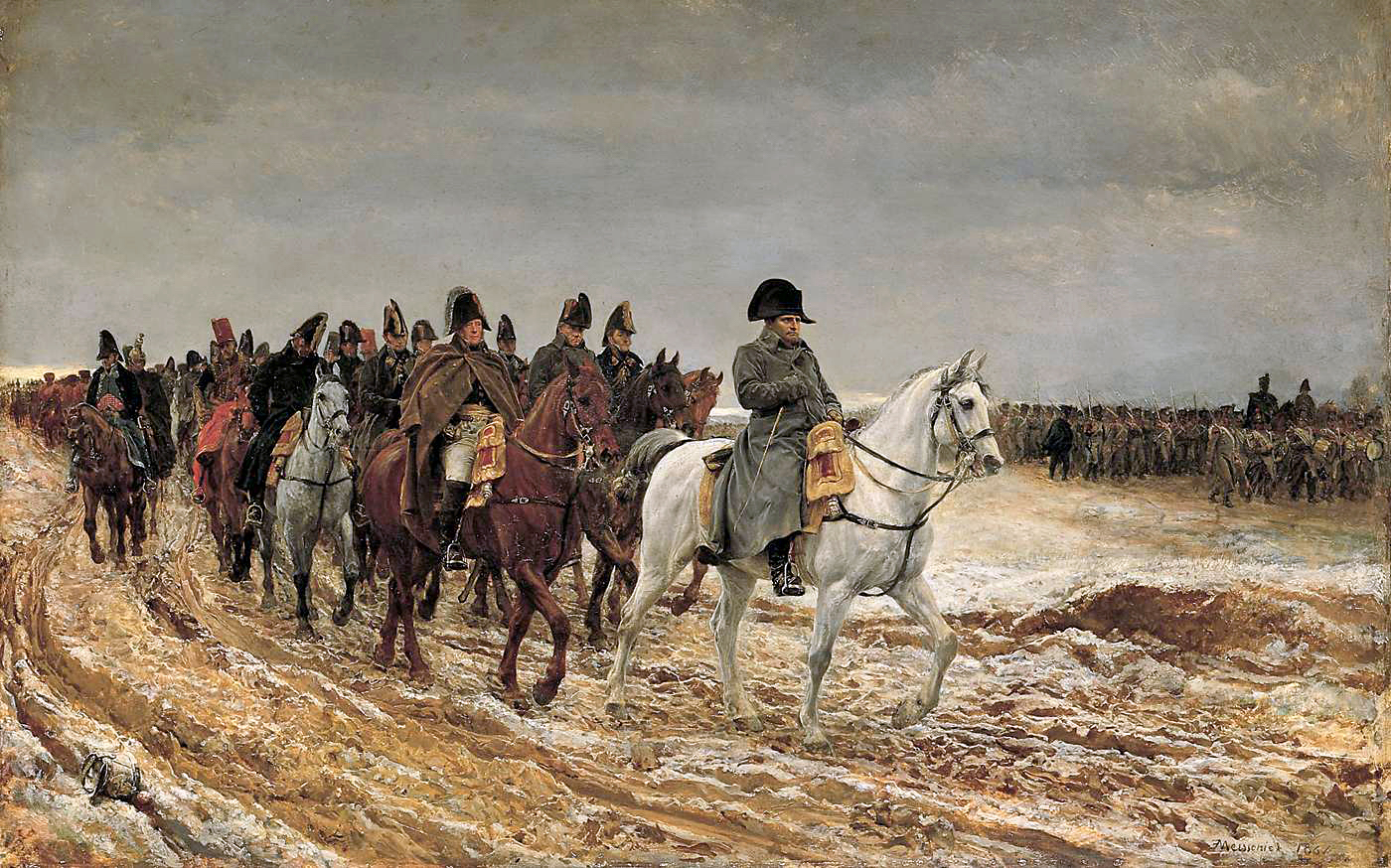
Jean-Louis-Ernest Meissonier, Campagne de France (1864), Paris, musée d'Orsay[31].
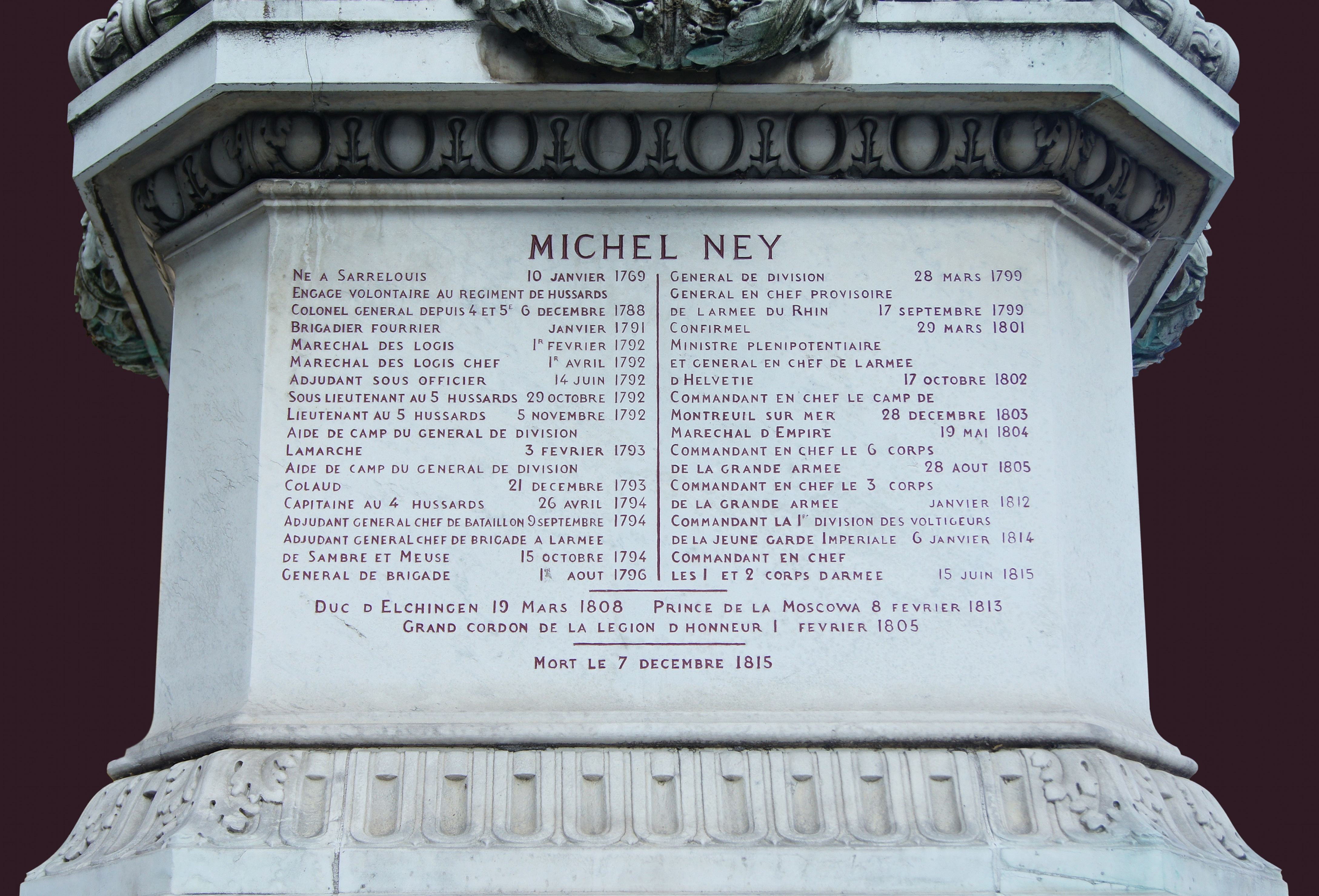
États de service de Michel Ney sur le socle de la statue parisienne.
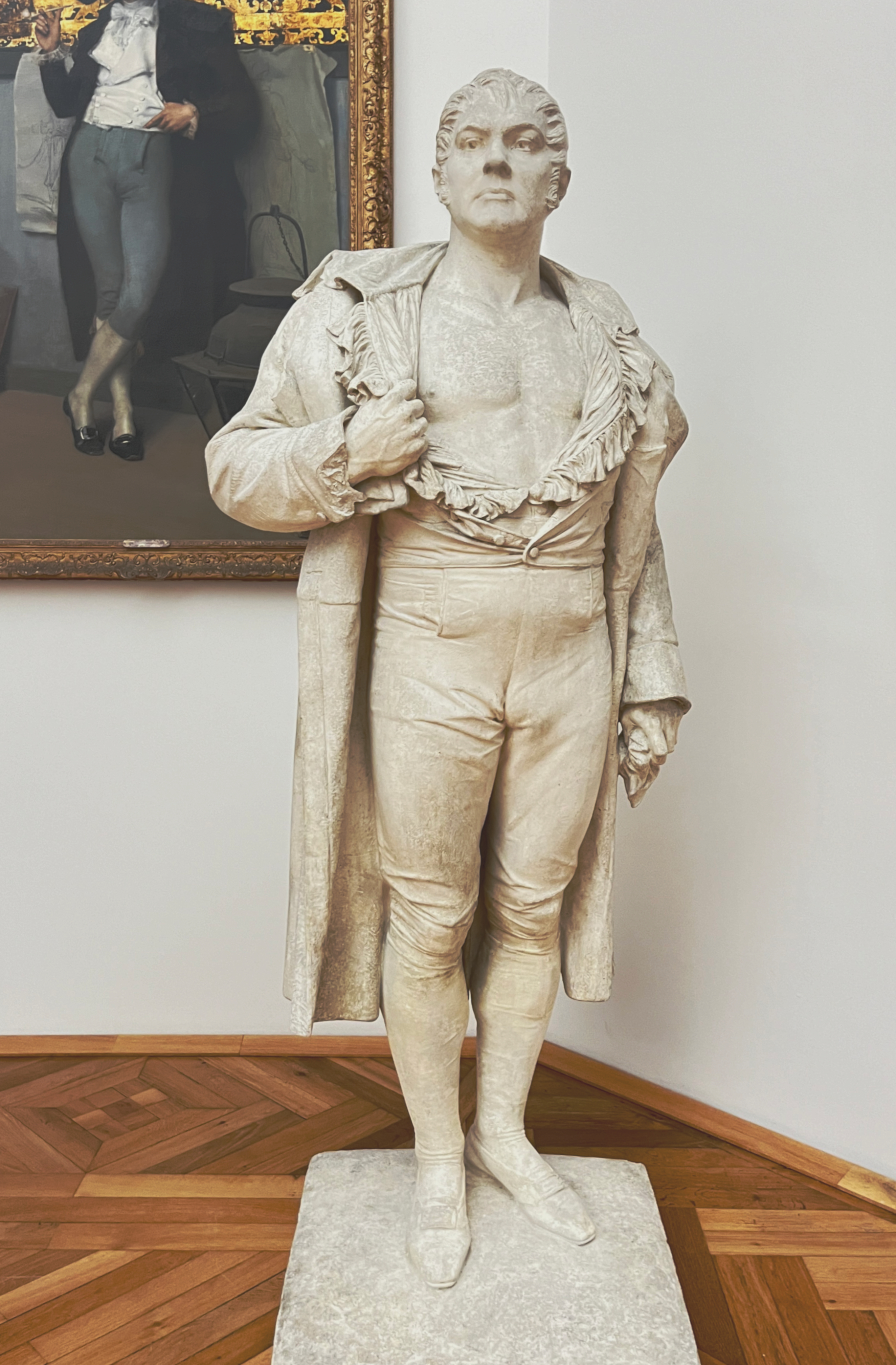
Henri-Alfred Jacquemart, Le Maréchal Ney, le 7 décembre 1815, Nantes, Musée d'Arts.